# فرودگاه قسطمونی
فرودگاه قسطمونی (به ترکی استانبولی: Kastamonu Airport) یک فرودگاه در ترکیه است که در شهر قسطمونی مرکز استان قسطمونی واقع شده‌است.

## شرکت‌های هواپیمایی و مقصدهای پروازی
| شرکت‌های هواپیمایی | مقصدهای پروازی                |
| ----------------- | ----------------------------- |
| پگاسوس ایرلاینز   | فرودگاه بین‌المللی صبیحه گوکچن |
| ترکیش ایرلاینز    | فرودگاه جدید استانبول         |